# بني مكي (عبس)

تعديل مصدري - تعديل

بني مكي هي إحدى قرى عزلة مطولة بمديرية عبس التابعة لمحافظة حجة، بلغ تعداد سكانها 175 نسمة حسب تعداد اليمن لعام 2004.